# Loch Leathan (sjö i Storbritannien, Argyll and Bute)
Loch Leathan är en sjö i Storbritannien.   Den ligger i kommunen Argyll and Bute och riksdelen Skottland, i den nordvästra delen av landet, 600 km nordväst om huvudstaden London. Loch Leathan ligger 75 meter över havet.  I omgivningarna runt Loch Leathan växer i huvudsak blandskog.